# To Vima
To Vima (griechisch Το Βήμα „Das (Redner-)Podium“, eigentlich „Der Schritt“) ist eine griechenlandweit erscheinende Wochenzeitung. Bis 26. November 2010 erschien sie als Tageszeitung täglich außer montags. Die Sonntagsausgabe war mit ihrer Beilagenillustrierten BHMAgazino (VIMAgazino) das Flaggschiff und ist mittlerweile die einzige gedruckte Ausgabe. Schon einmal, von 1984 bis März 1999, wurde To Vima nur als Wochenzeitung herausgegeben.
Auf der Website von To Vima sind außer den Artikeln der Wochenzeitung auch aktuelle Berichte auf Griechisch und Englisch abrufbar.
Die Zeitung wurde erstmals 1922 von Dimitris Lambrakis unter dem Namen Ελεύθερον Βήμα („Freies Podium“) herausgegeben und wird heute noch von dessen Sohn Christos Lambrakis geleitet. Aus der Zeitung entwickelte sich auch die Lambrakis-Verlagsgruppe (Δημοσιογραφικός Οργανισμός Λαμπράκη).
Die Zeitung gibt sich ein anspruchsvolles Profil für eine gebildete Zielgruppe – politisch steht sie dem rechten, reformistischen Flügel der sozialdemokratischen Partei PASOK nahe. Führende griechische Journalisten und Intellektuelle gehören zu den regelmäßigen Kolumnisten.
Dimitris Lambrakis fungierte auch als Chefredakteur, diese Position hat heute Stavros Psycharis inne.